# Regimiento de Infantería n.º 1 «Buin»
El Regimiento de Infantería n.º 1 "Buin" del Coronel Juan de Dios Vial Santelices (1.º de Línea), es una unidad militar chilena de larga trayectoria en la historia de Chile, actualmente pertenece a la II División Motorizada del Ejército de Chile.

## Historia
El origen del regimiento se encuentra en los primeros días de vida de Chile, con la creación del Batallón de Granaderos de Infantería en 1810. Luego pasó a llamarse Batallón de Granaderos de Chile n.º 1 y participa en todas las acciones de la Patria Vieja, desde la acción de Yerbas Buenas, hasta el Desastre de Rancagua, luego del cual desaparece como unidad.
Con la reformación del ejército chileno, se crea el 1 de junio de 1816 el Batallón 1.º de Infantería de Chile. El 14 de octubre de 1826 se pasa a denominar Batallón Chacabuco, en conmemoración de la batalla del mismo nombre de 1817.
La unidad fue disuelta luego de la batalla de Lircay en 1830, y luego de 21 años fue creada nuevamente por orden del presidente Manuel Montt el 23 de abril de 1851, para hacer frente a la sublevación del Batallón Valdivia en Santiago. Siendo su comandante un retirado Manuel García Banqueda.
Esta nueva unidad, formada por las tropas del disuelto Batallón Portales, se la llamó Batallón Buin 1.º de Línea, en recuerdo del Combate de Buin librado el 6 de enero de 1839 durante la Guerra contra la Confederación Perú-Boliviana, en el cual 3 batallones (Carampangue, Valdivia y Portales) se enfrentaron al ejército confederado de Santa Cruz en el puente de Buin, donde el subteniente Juan Colipí corto el puente para evitar el avance de los confederados.

### Guerra del Pacífico

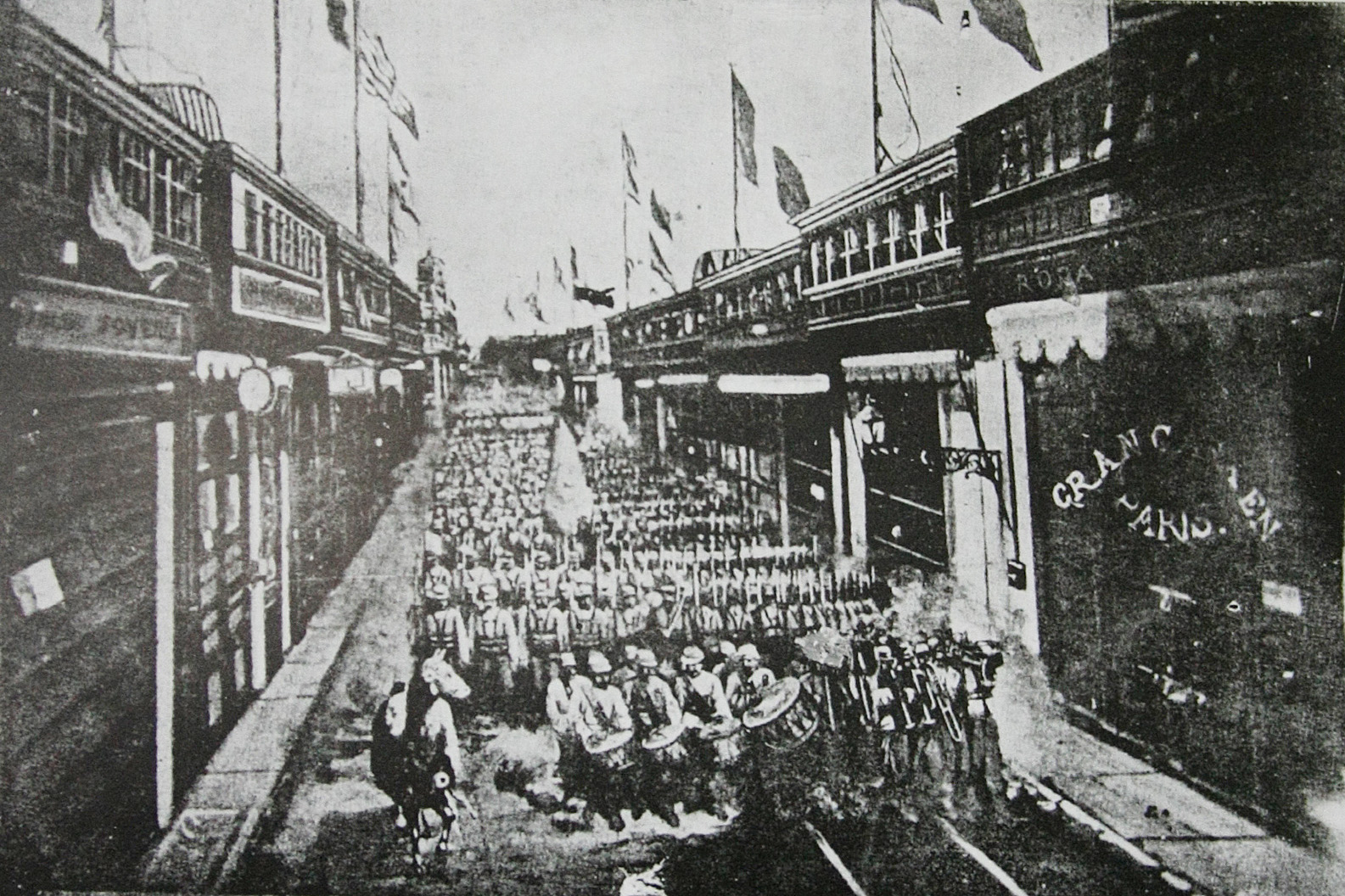
El Regimiento 1.º de Línea «Buin» entra en Lima

Participó, con el nombre «Regimiento 1° de Línea "Buin"», desde el inicio de la Guerra del Pacífico formando parte de la 1.ª División y comandado por el teniente coronel Luis José Ortiz, tomando parte en las siguientes acciones:
- Desembarco en Pisagua
- Batalla de Dolores
- Batalla del Alto de la Alianza
- Toma del Morro de Arica

En las dos últimas batallas, actuó en la reserva, por lo que no tuvo una participación destacada. En el Desembarco de Pisagua sólo bajaron 3 compañías al mando del teniente coronel José María del Canto Arteaga, pero éstas se distinguieron en esta batalla junto con las del regimiento Atacama y las del regimiento Zapadores. En la Batalla de Dolores no tuvo una participación relevante como las tropas del regimiento Atacama y el Coquimbo.
Después de estas acciones, es pasado a la 1.ª Brigada de Gana, parte de la 2.ª División al mando de Emilio Sotomayor, y puesto al mando del teniente coronel Juan León García. Es en estas acciones donde escribe las páginas más gloriosas de su historia, en el marco de la campaña de Lima:
- Batalla de San Juan y Chorrillos
- Batalla de Miraflores

En la batalla de Chorrillos, el Buin participa en el asalto a los cerros "Papa" y "Viva el Perú", acción clave para quebrar la resistencia peruana, además de capturar el estandarte del batallón peruano "Ayacucho". En la batalla de Miraflores, no tuvo una participación tan destacada por encontrarse lejos de la línea del frente, pero aun así participó en esta nueva victoria del ejército chileno. Esta unidad fue la primera en entrar en Lima el 17 de enero de 1881.
Una vez finalizada la Campaña de Lima, la unidad se vuelve a transformar en batallón, pero de 900 hombres, y una de sus compañías, al mando del capitán José Luis Araneda Carrasco, participa en el Combate de Sangra en el transcurso de la Campaña de la Sierra, donde los chilenos resisten durante 27 horas y repelen el asalto de una fuerza peruana de 500 hombres entre soldados y montoneros.
Luego de terminada la Guerra del Pacífico, el Buin se embarcó a Arica en julio de 1883, para luego marchar a Tacna, desde donde vuelve en octubre del mismo año a sus cuarteles de Santiago.

### Guerra Civil
Al estallar la Guerra Civil de 1891, forma parte del ejército gubernamental, el cual al ser derrotado en la batalla de Placilla, es disuelto, con lo que la unidad desaparece. En la batalla se pierde su estandarte, por lo cual el día de hoy existe sólo una réplica en su cuartel.
En 1893, se vuelve a formar la unidad con su actual denominación Regimiento de Infantería n.º 1 Buin.

### Golpe de Estado 1973
Durante el golpe de Estado del 11 de septiembre de 1973, el regimiento, comandado por el entonces teniente coronel Felipe Geiger Stahr, tomó el control del sector norte de la ciudad de Santiago.

### Actualidad

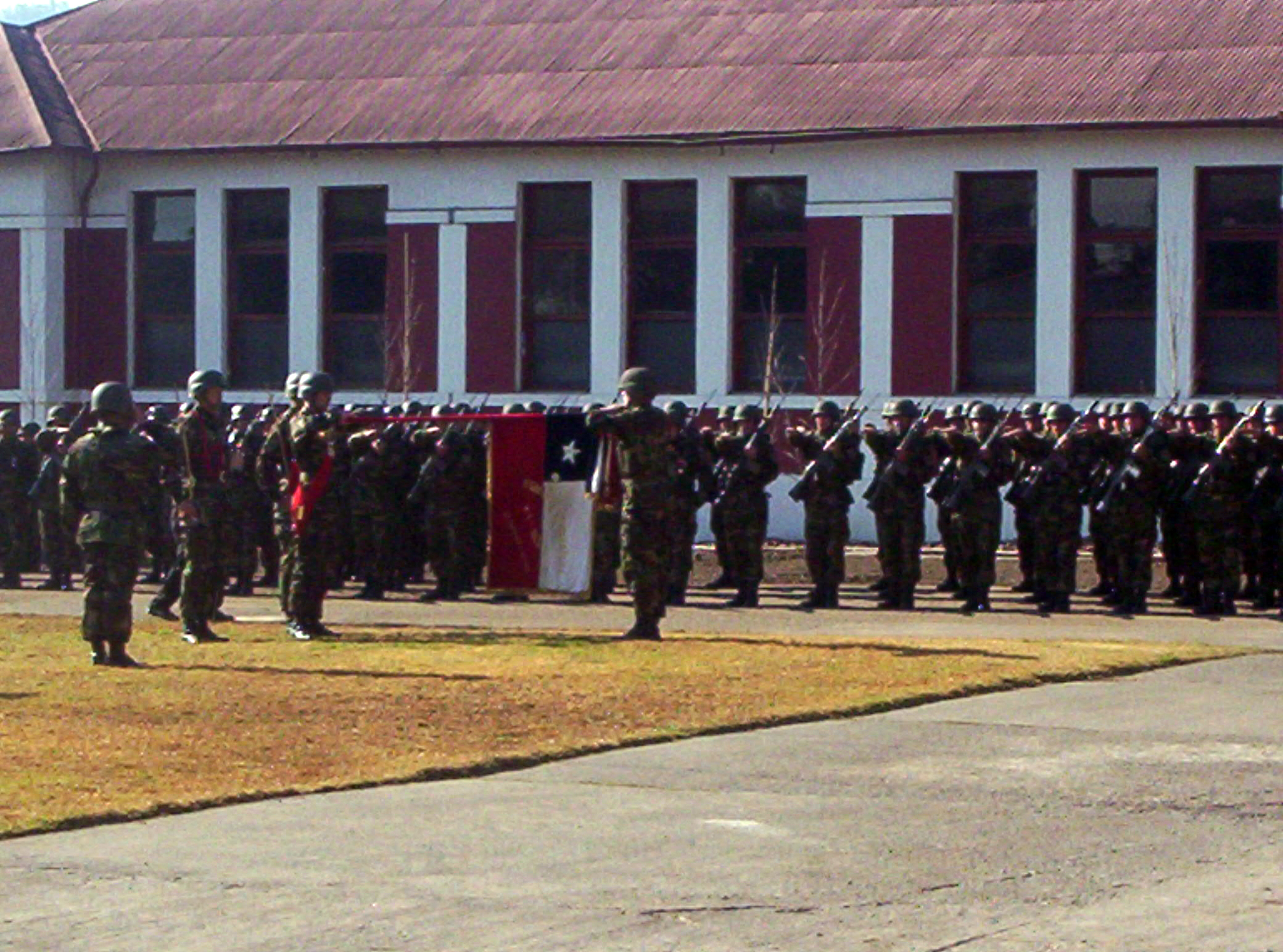
Soldados del R.I.N.º 1 "Buin" en la ceremonia de Juramento a la Bandera, realizada cada 9 de julio.

Hoy su cuartel se encuentra en Avenida El Salto 2087, en el barrio homónimo de la comuna de Recoleta en la Región Metropolitana. Además en este recinto descansan los restos del capitán José Luis Araneda Carrasco, héroe de Sangra.

## Himno

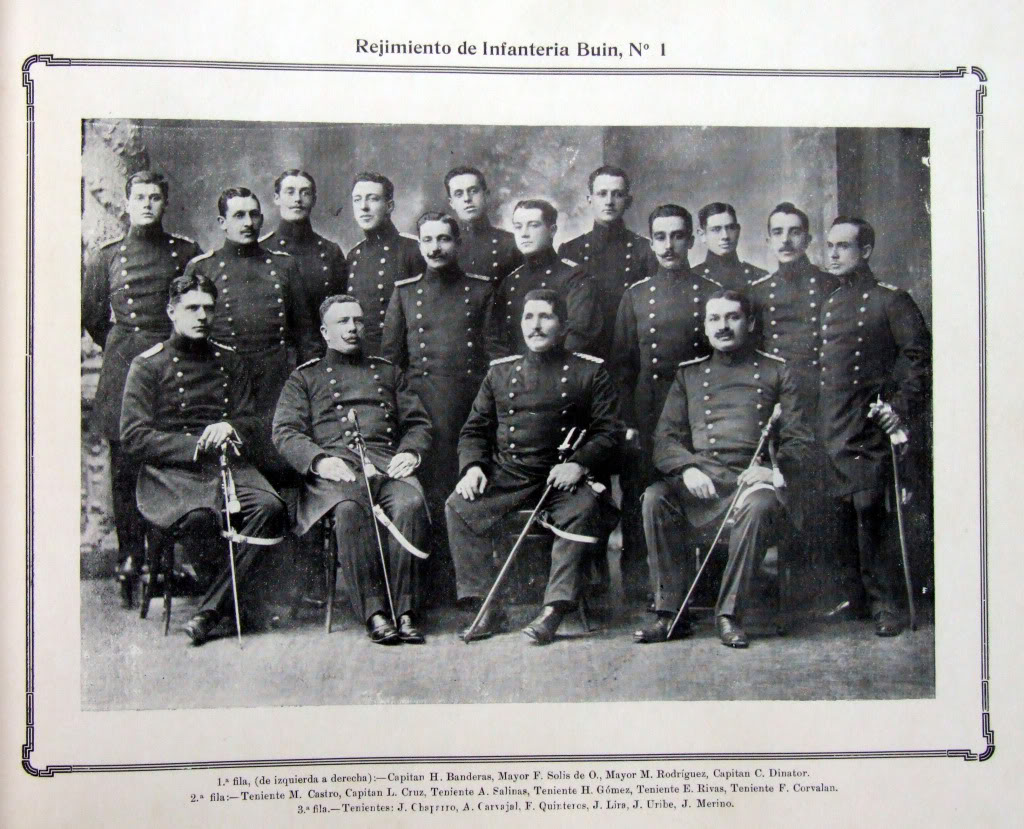
Oficialidad en 1910.

La letra del himno fue escrita por Sady Zañartu.
CORO:

Hurra muchachos, brota un clamor 

lleno de orgullo, vida y amor 

Cuando en sus notas, nuestro clarín 

anuncia el paso del bravo Buin. 

I

Como viejos soldados forjemos 

en el alma una roja ilusión 

y en lo alto de una trinchera 

hemos puesto el gentil tricolor. 

Por si un día a las lides marchamos 

y queremos los nervios vibrar 

cual las huestes pasadas lo hicieron 

en la carga triunfal de San Juan. 

II

A mi amado jiron se asemeja 

flor de magia de fuego ideal 

con su estrella brillante cual perlas 

arrancada de un cielo austral. 

La pureza pongamos del que ama  

a una niña dorada y gentil  

porque en ella estamparon sus ansias  

muchos viejos Soldados del Buin. 

III

Un puñado de bravos en sangra 

han forjado en mi pecho un altar 

que ni el sol del más rojo verano 

en campaña te haría soñar 

Son mis bravos abuelos aquellos 

herederos de gloria sin fin 

y por ello me lleno de orgullo 

al estar en las filas del Buin.